# Kambunke
Kambunke (Koeleria) er en slægt af græsser med flere end 25 arter, der er udbredt på alle kontinenter, bortset fra Antarktis. Hovedudbredelsen ligger dog i et bælte fra Europa over Nordafrika til Mellemøsten. Det er enårige eller flerårige, urteagtige planter med tueformet vækst, flade, dunhårede blade og endestillede, kompakte aks af blomster.
| Beskrevne arter |

- Klitkambunke ( Koeleria glauca)
- Spinkel kambunke (Koeleria macrantha)
- Dansk kambunke (Koeleria pyramidata)

| Andre arter |

- Koeleria altaica
- Koeleria asiatica
- Koeleria atroviolacea
- Koeleria berythea
- Koeleria brevis
- Koeleria capensis
- Koeleria caucasica
- Koeleria caudata
- Koeleria grandis
- Koeleria hirsuta
- Koeleria kurtzii
- Koeleria litvinowii
- Koeleria luerssenii
- Koeleria nitidula
- Koeleria permollis
- Koeleria splendens
- Koeleria vallesiana